# Tommy Gibbons
Thomas J. Gibbons (Saint Paul, 22 marzo 1891 – 19 novembre 1960) è stato un pugile statunitense.
La International Boxing Hall of Fame lo ha riconosciuto fra i più grandi pugili di ogni tempo.
Di famiglia di origine irlandese, era fratello maggiore del grande peso medio Mike Gibbons.

## La carriera
Professionista dal 1911, rimase imbattuto fino al 1920, pur avendo incontrato campioni come Harry Greb, Billy Miske e Battling Levinsky, tutti sconfitti ai punti.
Solo Harry Greb e Billy Miske riuscirono a prendersi una rivincita, sconfiggendo Gibbons a loro volta ai punti, rispettivamente nel 1920 e nel 1922.
Il 7 luglio 1923 Gibbons sfidò il campione mondiale dei pesi massimi Jack Dempsey, in un incontro valido per il titolo, che fu vinto ai punti da Dempsey.
Il 31 maggio 1924, invece, Gibbons batté l'ex campione mondiale dei mediomassimi Georges Carpentier e, pochi mesi più tardi, il peso massimo afroamericano Kid Norfolk, per KOT al 3º round.
Gibbons si ritirò l'anno seguente dopo aver subito l'unica sconfitta per KO della sua carriera da parte di Gene Tunney, che poco più di un anno più tardi sarebbe diventato campione mondiale dei massimi.